# Momias del Tarim

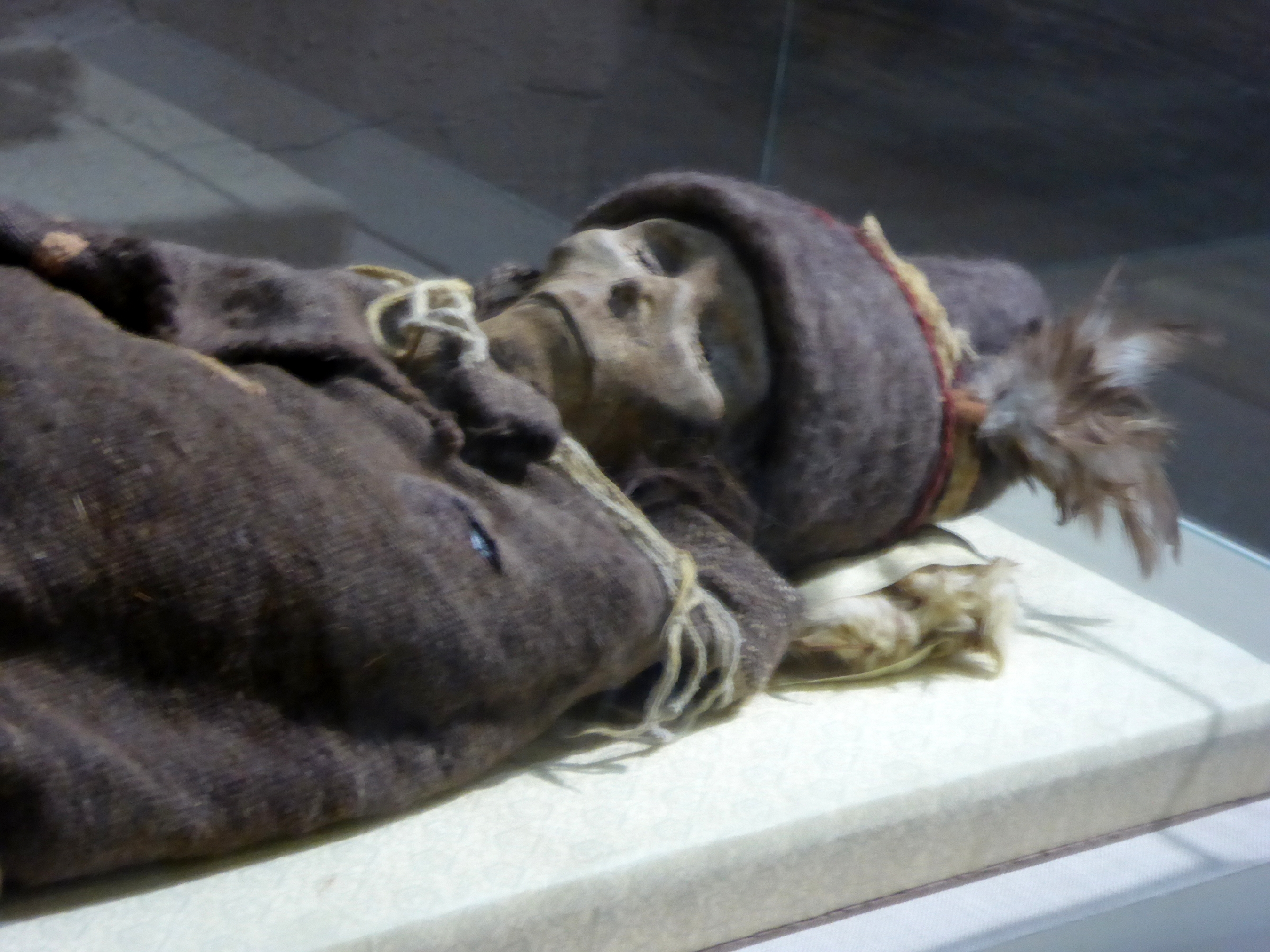
La "Momia Xiaohe", exhibida en el Museo de Sinkiang, es una de las momias más antiguas de Tarim, que data de hace más de 3800 años.

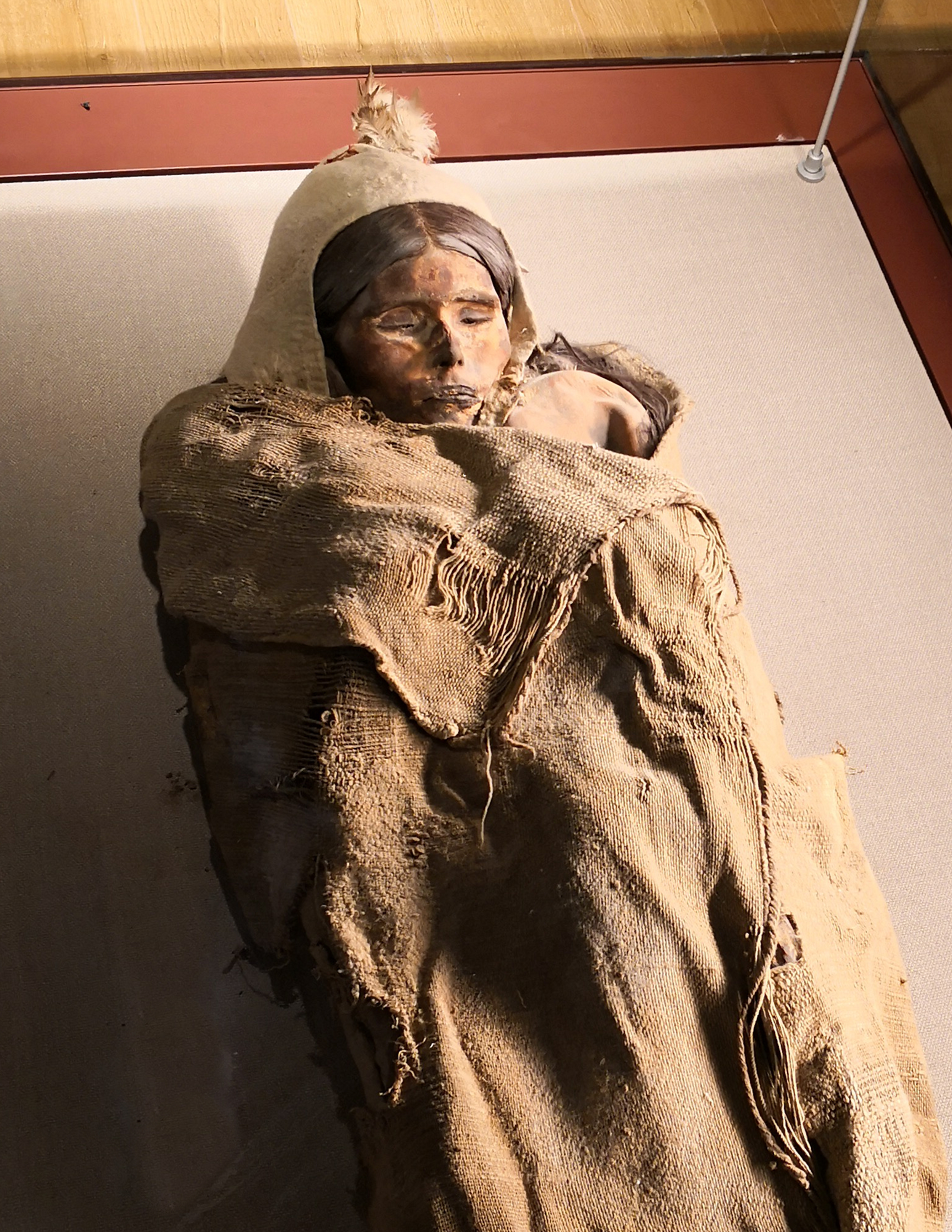
Momia llamada "La Bella de Loulan", en el Museo de Sinkiang.

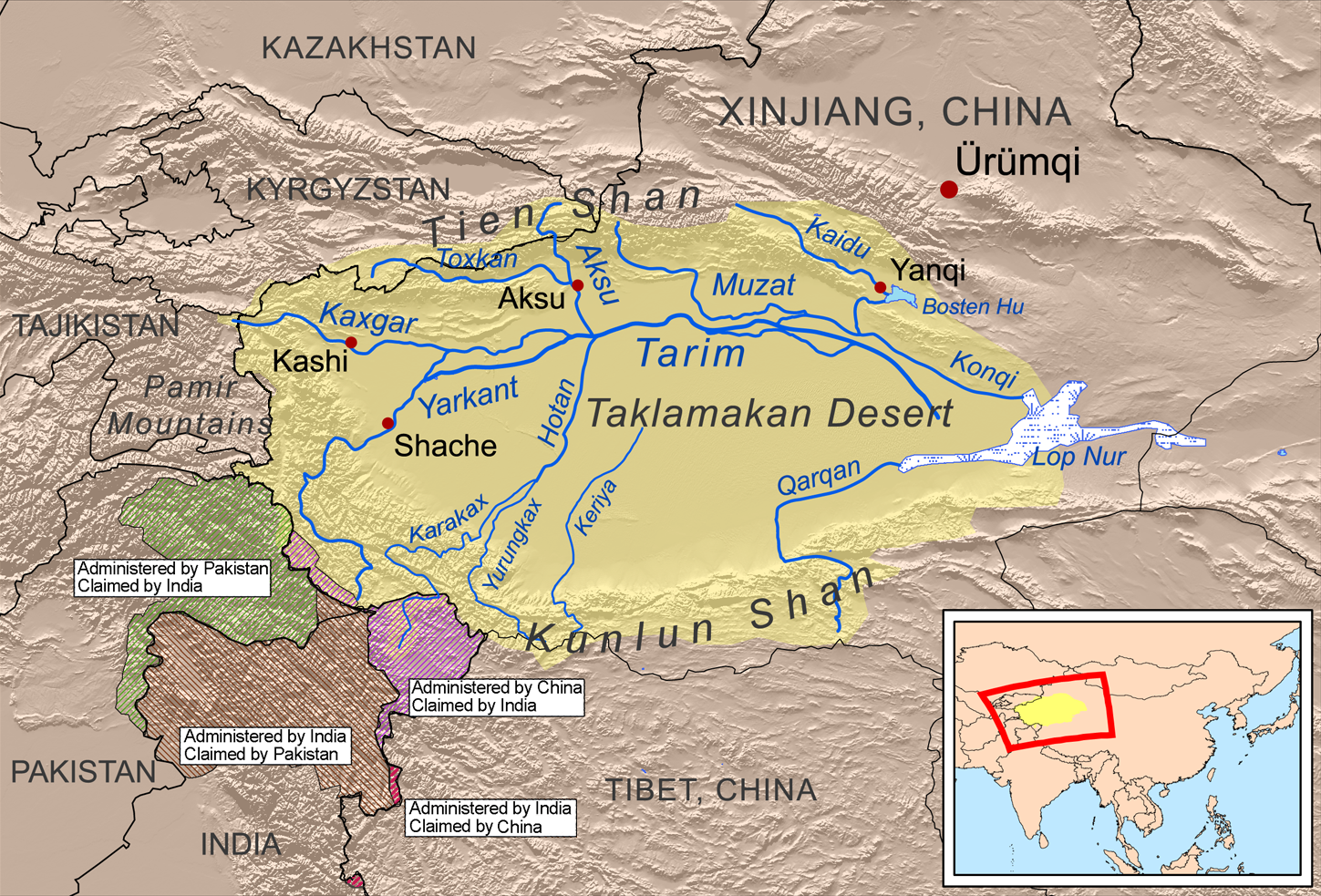
Mapa de la depresión del Tarim, esencialmente ocupado por el desierto del Taklamakán.

Las momias del Tarim son una serie de momias de tipo «europeo» o «caucásico» que datan del II y I milenio a. C., descubiertas en el territorio actualmente ocupado por China, en la cuenca del río Tarim.
Estas momias tienen una cultura material y características genéticas que parecían indicar que su origen se encontraba al oeste de Eurasia. Por ello, generalmente, se consideraba que se trataba de una de las culturas indoeuropeas antiguas más al oriente, junto con las culturas siberianas y centroasiáticas de Andrónovo o de Afanásievo.
Es plausible, aunque incierto, que el pueblo de las momias fuera el ancestro de la civilización tocaria, una cultura indoeuropea que perduró en la cuenca del Tarim hasta el siglo VIII de nuestra era.

## Descubrimientos arqueológicos

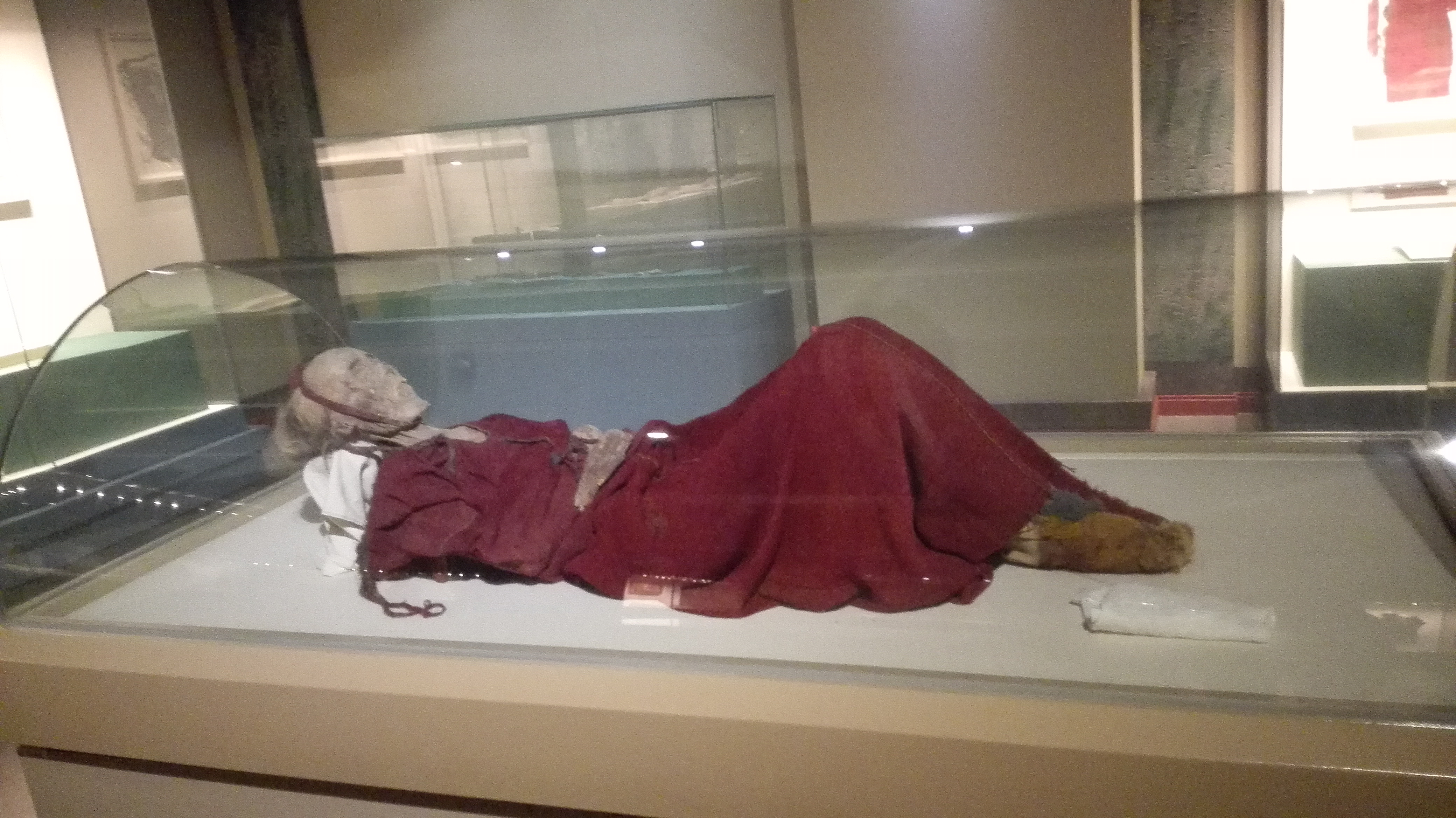
Momia de Tarim en el Museo de Sinkiang.

La datación elaborada en las últimas décadas ha mostrado que las momias más antiguas databan de 1800 o 2000 años a. C. Tal es el caso del cementerio de Qäwrighul, donde los cuerpos han sido fechados en 2000 a 1500 a. C. Las momias más recientes, justo antes del periodo propiamente dicho de la civilización tocaria, databan del 200 a. C.
Esta antigüedad, así como las características «occidentales» de la cultura material y de la apariencia física de las momias mejor conservados, ha suscitado cierto interés tanto en los medios como en los investigadores.

### Historia

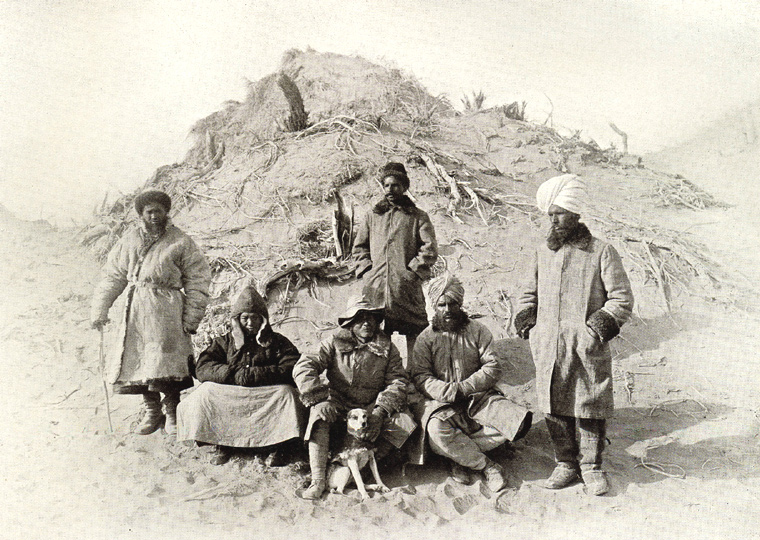
Sir Aurel Stein en la meseta del Tarim, 1910.

Las primeras momias fueron descubiertas en la actual región autónoma de los uigures de Sinkiang, en China, a fines del siglo XIX y principios del siglo XX. En particular, fue la obra de los exploradores Sven Hedin («quien identificó las momias desecadas de la cultura de Qäwrighul») y sobre todo sir Aurel Stein, «el arqueólogo más activo en la exploración de la meseta del Tarim en los primeros años de descubrimientos».
No obstante, la investigación y los descubrimientos arqueológicos no fueron avanzados hasta los años 1970. Así, en el curso de cuatro décadas previas a 2010, en torno a 500 tumbas fueron abiertas en toda la meseta del Tarim, las cuales contenían varias centenas de momias. Estas tumbas se ubicaban principalmente en las regiones de Hami, Loulan, Lop Nor o Qiemo.

## Estudios genéticos

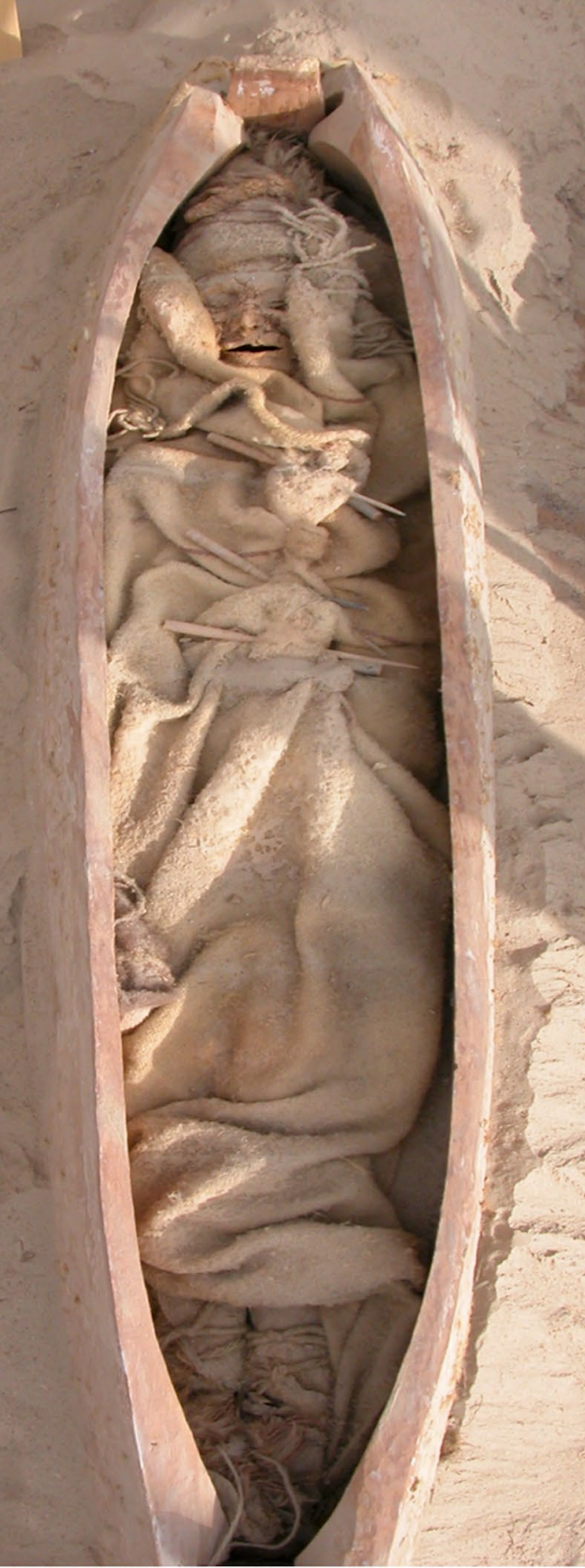
Cadáver momificado desenterrado en el cementerio de Xiaohe.

Un estudio en 2021, del sitio llamado Cementerio Xiaohe en Xinjiang, realizado por investigadores chinos, europeos y  americanos analizó el ADN de 13 momias, secuenciando sus genomas por primera vez. Los resultados sugieren que no pertenecían a recién llegados del oeste, sino a un grupo descendiente de una antigua población asiática de la edad de hielo. Representan una población local altamente aislada genéticamente.

### Videografía
- Les momies du bassin du Tarim, Reino Unido, 2007, 52mn, dirigida por David Shadrack Smith.